# 3,5-Dinitroanisol
3,5-Dinitroanisol ist ein Feststoff mit einem Schmelzpunkt von 105 °C. Es leitet sich sowohl vom Anisol (Methoxybenzol) als auch vom Nitrobenzol bzw. den Dinitrobenzolen ab. Die Struktur besteht aus einem Benzolring mit einer Methoxygruppe (–OCH3) und zwei Nitrogruppen (–NO2) als Substituenten. 

## Darstellung
Die Darstellung von 3,5-Dinitroanisol erfolgt durch Umsetzung von 1,3,5-Trinitrobenzol mit Natriummethanolat in abs. Methanol.

## Reaktionen
Die Nitrierung von 3,5-Dinitroanisol mit Salpetersäure und Schwefelsäure führt zu 2,3,5-Trinitroanisol.

## Verwendung
3,5-Dinitroanisol ist ein Zwischenprodukt bei der Herstellung des als Inhibitor von Catechol-O-methyl-transferase (COMT) eingesetzten 3,5-Dinitrobrenzcatechins.